# Daarle

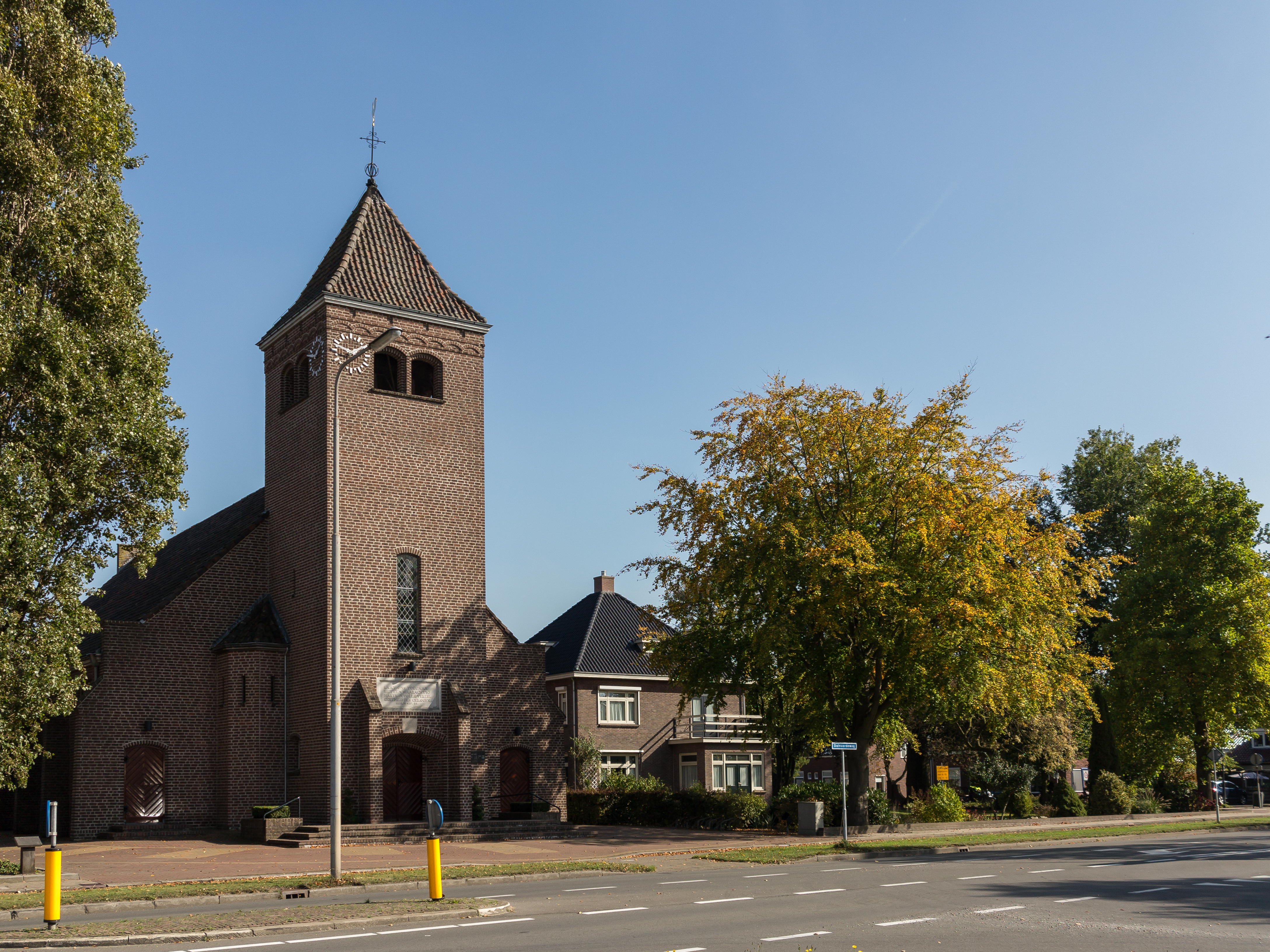
Daarle, église protestante

Daarle est un village situé dans la commune néerlandaise de Hellendoorn, dans la province d'Overijssel. Le 1er janvier 2007, le village comptait 1 380 habitants.